# 丘主瓦

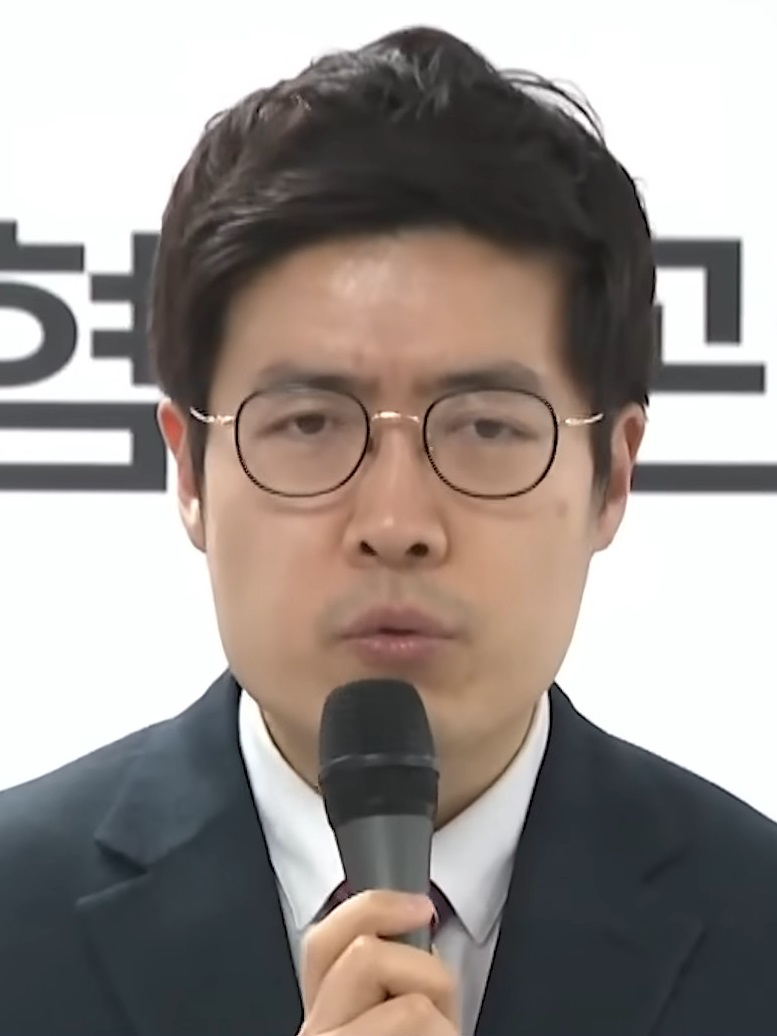
丘主瓦

丘主瓦（1980年1月23日—）是韩国律师和政治家。

## 姓名
他的原名是丘庆敏（音译），2009年改为现名，名字的含义是“和救世主耶稣基督一起”（구세주 예수 그리스도와 함께，“救”和“丘”在韩语里同音），因此没有公认的汉字写法。

## 政治活动
他曾担任自由统一党最高委员等职务，后作为自由统一党候选人参加大韩民国第21届总统选举，但于2025年5月18日退出，并宣布支持国民力量党总统候选人金文洙。